# Космос-2331
Космос-2331 је један од преко 2400 совјетских вјештачких сателита лансираних у оквиру програма Космос.
Космос-2331 је лансиран са космодрома Плесецк, Русија, 14. марта 1996. Ракета-носач Сојуз је поставила сателит у орбиту око планете Земље. 